# Asura elegans
Asura elegans är en fjärilsart som beskrevs av Gottfried Christian Reich. Asura elegans ingår i släktet Asura och familjen björnspinnare. Inga underarter finns listade i Catalogue of Life.